# Campionat de l'Iran de ciclisme en ruta
El Campionat de l'Iran de ciclisme en ruta és una competició ciclista que serveix per a determinar el Campió de l'Iran de ciclisme en ruta. El títol s'atorga al vencedor d'una única carrera. El vencedor obté el dret a portar un mallot amb els colors de la bandera iraniana fins al Campionat de l'any següent.

## Palmarès masculí
| Any  | Primer                     | Segon                | Tercer                |
| 1999 | Abbas Saeidi Tanha         | Seyed Moezeddin      | Alireza Haghi         |
| 2001 | Ghader Mizbani             | Siros Hashemzadeh    | Ahad Kazemi           |
| 2005 | Mahdi Sohrabi              | Amir Zargari         | Siros Hashemzadeh     |
| 2006 | Ahad Kazemi                | Ghader Mizbani       | Hossein Jahabanian    |
| 2007 | Ghader Mizbani             | Ahad Kazemi          | Faridi Koviy Mahdi    |
| 2008 | No disputat                | No disputat          | No disputat           |
| 2009 | Rahim Ememi                | Ramin Mehrabani      | Hossein Nateghi       |
| 2010 | Mahdi Sohrabi              | Hossein Jahabanian   | Arvin Moazzemi        |
| 2011 | Abbas Saeidi Tanha         | Mohammad Rajablou    | Hossein Jahanbanian   |
| 2012 | Hossein Alizadeh           | Amir Zargari         | Hamed Jannat          |
| 2013 | Ghader Mizbani             | Amir Zargari         | Amir Kolahdozhagh     |
| 2014 | Rahim Emami                | Amir Kolahdozhagh    | Behnam Maleki         |
| 2015 | Behnam Maleki              | Ahad Kazemi          | Arvin Moazemi         |
| 2016 | Mehdi Sohrabi              | Arvin Moazemi        | Mohammad Ganjkhanlou  |
| 2017 | Mehdi Sohrabi              | Mohammad Rajablou    | Ali Khademi           |
| 2018 | Saeid Safarzadeh           | Hamid Beikkhormizi   | Hossaini Reza         |
| 2019 | No atribuït                | Saeid Safarzadeh     | Amir Kolahdozhagh     |
| 2020 | No disputat                | No disputat          | No disputat           |
| 2021 | Saeid Safarzadeh           | Mohammad Ganjkhanlou | Maysam Rezaei         |
| 2022 | Behman Khalili Khosroshahi | Hasan Seyfollahifard | Seyed Seyded Ghalichi |
| 2023 | Saeid Safarzadeh           | Ali Labib Shotorban  | Hasan Seyfollahifard  |

### Palmarès sub-23
| Any  | Primer               | Segon                       | Tercer           |
| 2015 | Amir Kolahdozhagh    | Mohammadreza Eimanigoloujeh | Mehdi Rajabi     |
| 2016 | Mohammad Ganjkhanlou | Mehdi Ebadallahirafsanjani  | Mohammad Shekari |

## Palmarès femení
| Any  | Primera                    | Segona             | Tercera                  |
| 2012 | Niknaz Fazeli              | Najmeh Hosseinpour | Mandana Dehghan          |
| 2014 | Maryam Jalaliyeh           | Atoosa Abbasi      | Sadabad Solmaz Karbalaee |
| 2015 | Reyhaneh Khatouni          | Mandana Dehghan    | Zahra Mirza Khani        |
| 2016 | Roghayeh Sharifi           | Fatemeh Yousefi    | Fatemeh Hadavand         |
| 2017 | Parastoo Bastidehkharghani | Somayeh Yazdani    | Maryam Jalaliyeh         |
| 2018 | Frouzan Abdollahi Arab     | Sara Fallah        | Fatemeh Feizi            |
| 2019 | Somayeh Yazdani            | Mandana Dehghan    | Reyhaneh Khatouni        |
| 2020 | No disputat                | No disputat        | No disputat              |
| 2021 | Somayeh Yazdani            | Mandana Dehghan    | Frouzan Abdollahi Arab   |